# پاپیل دوم

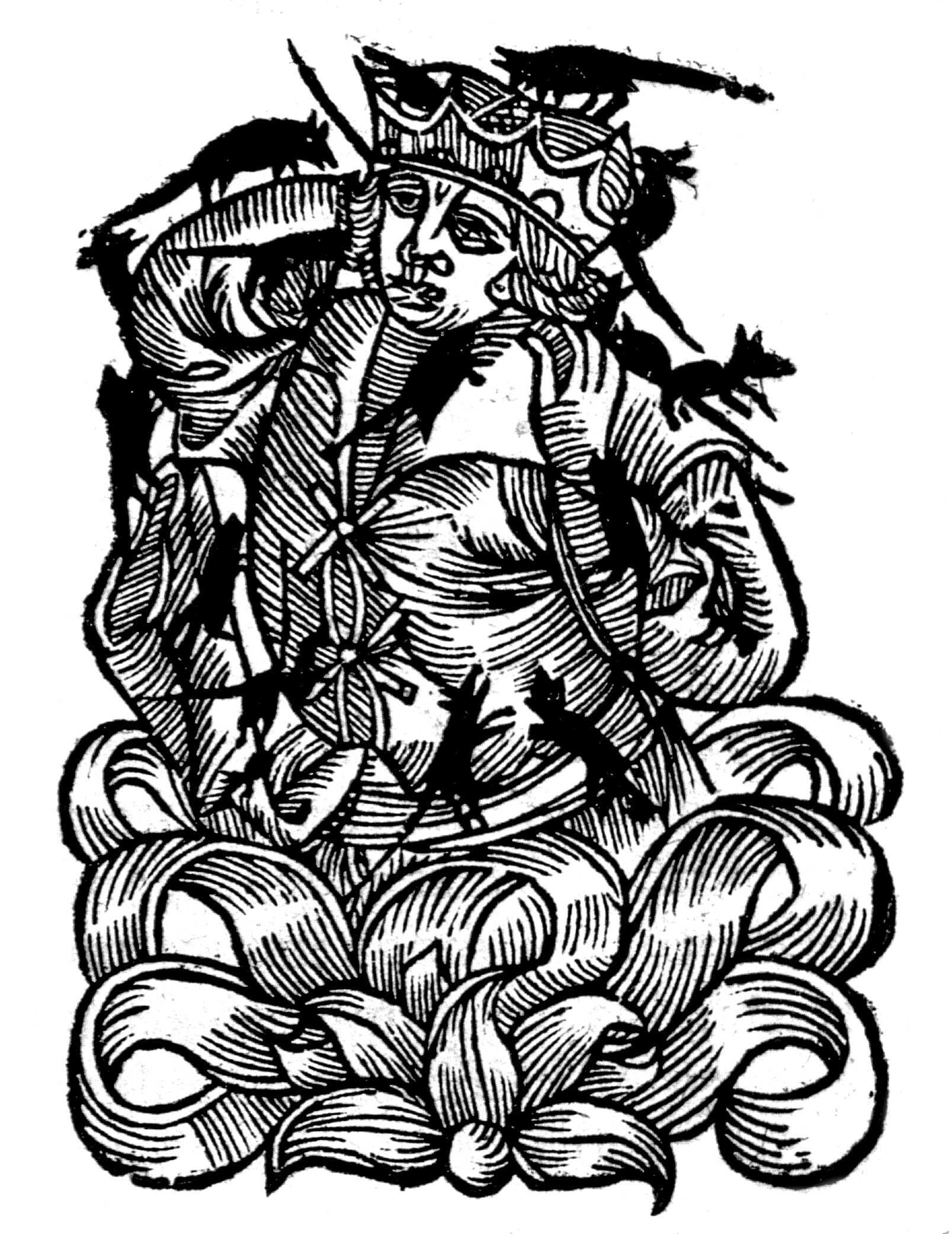
تصویری از پاپیل دوم

پاپیل دوم (به لهستانی: Popiel ІІ) پسر پاپیل اول و آخرین فرمانروا لهستان از دودمان افسانه‌ای Popielidzi بود که در قرن ۹ میلادی بر اقوام لهستانی اولیه حکومت می‌کرد. 
بر طبق افسانه‌ها او فرمانروایی فاسد و ظالم بود که تمام وقتش را مشغول میگساری و موسیقی و زنان می‌کرد و همسر آلمانی‌اش که تشنه قدرت بود بر او نفوذ بسیار داشت. به واسطه سو مدیریت پاپیل دوم و ناتوانی‌اش برای مقابله با اقوام غارت‌گر وایکینگ که از سمت شمال سرازیر شده بودند، دوازده عموی او برنامه‌ای را برای کنار زدن او ترتیب دادند. به همین دلیل و به تحریک همسرش او همه آن‌ها را در یک مهمانی مسموم کرد و از میان برد و به جای آنکه طبق رسوم اجساد آن‌ها را بسوزاند همه را در دریاچه Gopło انداخت.
پس از دیدن این رفتار مردم علیه پاپیل شورش کردند و او مجبور شد به همراه همسرش در برجی نزدیک دریاچه پناه بگیرد. آنچنان که در افسانه‌ها آمده موش‌هایی که اجساد عموهای او در دریاچه را خورده بودند به طرف برج رفته و با سوراخ کردن دیوارها او و همسرش را در درون برج زنده خوردند. پس از او شموویت و پیاست چرخ ساز به حکومت رسیدند.